# Chvojnaja
Chvojnaja è un insediamento di tipo urbano della Russia europea nordoccidentale, situato nella oblast' di Novgorod; appartiene amministrativamente al rajon Chvojninskij, del quale è il capoluogo.